# Stephen Heller

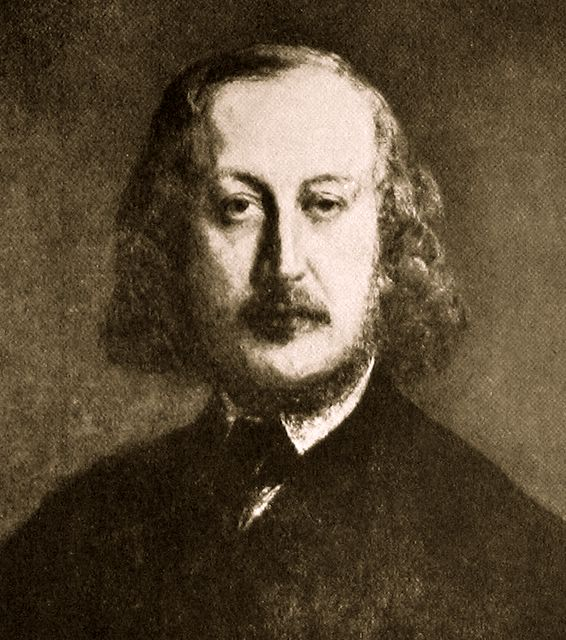
Stephen Heller

Stephen (István) Heller (* 15. Mai 1813 in Pest, Königreich Ungarn; † 14. Januar 1888 in Paris) war ein ungarischer Pianist und Komponist.

## Leben
Stephen Hellers Mutter Aloysia geb. Bregardsbaum (1784–1844) war in erster Ehe mit Hermann Löw verheiratet, in zweiter Ehe dann Ignaz Benedict Heller (1780–um 1850), dem Vater von Stephen. Er war Fabrikangestellter und Mathematiklehrer.
Stephen Heller zeigte schon früh musikalisches Talent und sollte zunächst in Wien Schüler von Carl Czerny werden, kam dann aber zu Anton Halm. Nach einem erfolgreichen ersten Konzert als Fünfzehnjähriger in Wien unternahm sein Vater mit ihm eine mehrjährige Konzerttournee durch Ungarn, Polen und Deutschland. Am Ende dieser Reise erkrankte er 1830 in Augsburg, wo er bis 1838 blieb und im Hause des Schriftstellers und Diplomaten August von Eichthal (1795–1875) lebte. Dieser war der Ehemann der Harfenvirtuosin Elise Krings (1807–1860).
Anschließend ging er nach Paris. Dort verkehrte er mit Frédéric Chopin, Hector Berlioz und Franz Liszt.

## Werk
Als Komponist setzte er sich, obwohl von Robert Schumann positiv beurteilt, nur allmählich durch. Der Durchbruch gelang mit der von Liszt in Paris aufgeführten Konzertetüde La chasse. Seine ca. 150 Werke sind nahezu ausschließlich für Klavier komponiert. Meist handelt es sich um kürzere Genre- oder Charakterstücke. Daneben hat Heller auch Operntranskriptionen und -fantasien geschrieben und Schubertlieder durch seine Transkriptionen in Frankreich bekannt gemacht. Mit zahlreichen Etüden hat er auch (bis heute) klavierpädagogisch gewirkt. Sein Kompositionsstil orientiert sich an der deutschen Romantik (Schumann, Felix Mendelssohn Bartholdy), sein Spätwerk weist bereits auf den französischen Impressionismus voraus.

## Schriften
- Mémoires inédits de Stephen Heller, in: S.I.M. Revue musicale mensuelle, Jg. 6 (1910), S. 531–540 (Digitalisat), 608–616 (Digitalisat), 685–695 (Digitalisat)
- Stephen Heller, Lettres d'un musicien romantique à Paris, hrsg. von Jean-Jacques Eigeldinger, Paris: Flammarion, 1981 (Digitalisat)

## Klavierwerke
- Thème de Paganini varié op. 1 (1829)
- Les charmes de Hambourg, rondeau brillant op. 2 (1829)
- L’art de phraser op. 16 (1840)
- La chasse, Etude de concert op. 29 (1844)
- 25 melodische Etüden für Klavier op. 45
- 30 fortschreitende Etüden für Klavier op. 46
- 25 Etüden für Rhythmus und Ausdruck op. 47
- Spaziergänge eines Einsamen op. 78 (1851)
- Blumen-, Frucht- und Dornenstücke op. 82 (1853)
- Improvisata über „Flutenreicher Ebro“ von Schumann op. 98 (1861)
- Ein grosses Albumblatt und ein kleines op. 110 (1864)
- Etüden für die Jugend op. 125
- Freischütz-Studien für Klavier op. 127 (1871)
- Notenbuch für Klein und Groß op. 138 (zwei Bände)
- Reise um mein Zimmer op. 140 (1875)
- 4 Klaviersonaten